# Santa Maria de Valldossera
Santa Maria és una església a la zona de Valldossera, al municipi de Querol (l'Alt Camp), protegida com a bé cultural d'interès local.

## Arquitectura
L'església de Santa Maria està situada al nord de la comarca de l'Alt Camp. És un edifici de planta rectangular, d'una sola nau, absis pla i coberta de teula a dues vessants. La nau es cobreix amb volta de canó amb llunetes. L'interior és pintat de blanc, amb les parts corresponents als arcs faixons, les pilastres de suport i la línia d'imposta pintades de groc. Exteriorment, l'església presenta dos cossos annexos, un a cada banda, amb coberta de teula a una vessant. La façana, de composició simètrica i molt simple, mostra, centrada, una porta d'accés adovellada d'arc de mig punt amb brancals de pedra formats per carreus encoixinats. A la clau de volta de l'arc figura la data del 1685. Damunt la porta es conserva un rellotge de sol pintat.
La resta de l'arrebossat i pintura de la façana ha desaparegut en l'actualitat. La façana es corona amb un campanar d'espadanya amb dos nivells d'obertures.

## Història
L'existència d'un santuari on actualment es troba l'església de Santa Maria és documentada el segle xii en relació amb l'adquisició del lloc pel monestir de Santes Creus (1162), tot i que probablement la construcció se situaria en un moment anterior. L'actual edifici de l'església fou bastit l'any 1685. El 1869 es traslladà la seu parroquial de Montagut a Valldossera. Durant la guerra del 1936-1939, l'església va patir destrosses considerables (pèrdua del retaule, deteriorament de la imatge de la Mare de Déu gòtica del segle xiii...). Recentment, l'edifici ha estat objecte d'una restauració (canvi de teulada, pintura interior...) amb la finalitat de garantir-ne la conservació, amenaçada per l'escàs ús, degut fonamentalment al despoblament del nucli. De tota manera, s'hi van fent obres de manteniment, i s'hi realitza l'aplec anual.